# Perossidisolfato d'ammonio
Il perossidisolfato d'ammonio (o persolfato d'ammonio) è il sale di ammonio dell'acido perossidisolforico, avente formula (NH4)2S2O8.
A temperatura ambiente si presenta come un solido bianco inodore, altamente solubile in acqua, molto più del relativo sale di potassio. È un composto nocivo, irritante.
È un forte agente ossidante che viene utilizzato nella chimica dei polimeri, come agente eccitante e come agente di pulizia e decolorazione.
La sua dissoluzione in acqua è un processo endotermico.

## Preparazione
Il persolfato di ammonio viene preparato mediante elettrolisi di una soluzione concentrata a freddo di solfato di ammonio o bisolfato di ammonio in acido solforico ad alta densità di corrente. Il metodo è stato descritto per la prima volta da Hugh Marshall.

## Usi
Come agente ossidante e fonte di radicali, APS trova molte applicazioni commerciali.
I sali di solfato sono utilizzati principalmente come iniziatori radicali nella polimerizzazione di alcuni alcheni. I polimeri importanti dal punto di vista commerciale preparati usando persolfati includono gomma SBR e politetrafluoroetilene. In soluzione, il dianione si dissocia per dare radicali:
{\displaystyle {\ce {[O3SOOSO3]^2- <=> 2 [SO4]- *}}}
Il radicale solfato si addiziona all'alchene per dare un radicale estere solfato. Viene anche usato insieme alla tetrametiletilendiammina per catalizzare la polimerizzazione dell'acrilammide nella produzione di un gel di poliacrilammide, quindi importante per SDS-PAGE e western blot.
Per le sue potenti proprietà ossidanti viene utilizzato per incidere il rame nella costruzione di circuiti stampati in alternativa al di cloruro ferrico.   Questa proprietà è stata scoperta molti anni fa nel 1908 da John William Turrentine, che usò una soluzione diluita di persolfato di ammonio per incidere il rame. Turrentine pesò spirali di rame prima di posizionarle nella soluzione di persolfato di ammonio per un'ora. Dopo un'ora, pesò nuovamente le spirali registrando la quantità disciolta. Questo esperimento è stato esteso ad altri metalli come nichel, cadmio e ferro, che hanno prodotto risultati simili. L'equazione di ossidazione è quindi:
{\displaystyle {\ce {S2O8^2- (aq) + 2e- -> 2 SO4^2- (aq)}}}
Il persolfato di ammonio è un ingrediente standard negli sbiancanti per capelli.
I persolfati sono usati come ossidanti nella chimica organica. Ad esempio, nella reazione di Minisci.

## Sicurezza
La polvere dispersa nell'aria contenente ammonio persolfato può essere irritante per gli occhi, il naso, la gola, i polmoni e la pelle al contatto. L'esposizione a livelli elevati di polvere può causare difficoltà respiratorie.
È stato notato che i sali di persolfato sono una delle principali cause di effetti asmatici nelle donne.  Inoltre, si è ritenuto che l'esposizione al persolfato di ammonio posa causare effetti asmatici nei parrucchieri e negli addetti alla reception che lavorano nel settore dell'acconciatura e che questi effetti siano causati dall'ossidazione dei residui di cisteina e di metionina.